# Planner (project management)
Planner è un software libero per la gestione dei progetti pensato per l'ambiente desktop GNOME. È scritto in C, usa libreria software GTK+ ed è distribuito sotto la licenza GNU GPL v2 o successive.

## Storia
Planner è stato progettato da Richard Hult e Mikael Hallendal di Imendio ed ora gestito da GNOME.

## Funzioni
Planner in grado di memorizzare i propri dati in entrambi i modi: come file XML o in database di PostgreSQL. I progetti possono anche essere stampati in PDF o esportati in HTML per facilitare la visualizzazione da qualsiasi browser web.
Il programma supporta:
- diagramma di Gantt
- gestione Calendario
- gestione Risorse
- Follow-up (gestione e supporto) per gli stati di avanzamento del progetto
- Link tasks (collegamento ai sottoprogetti)
- Esportazione verso differenti formati